# Комсомольский (Омская область)
Комсомольский — посёлок в Исилькульском районе Омской области России. Входит в состав Лесного сельского поселения.

## География
Посёлок находится в юго-западной части Омской области, в лесостепной зоне, в пределах Ишимской равнины, на расстоянии примерно 6 километров (по прямой) к западу-юго-западу (WSW) от города Исилькуль, административного центра района. Абсолютная высота — 124 метра над уровнем моря.

### Часовой пояс
Посёлок Комсомольский, как и вся Омская область, находится в часовой зоне МСК+3. Смещение применяемого времени относительно UTC составляет +6:00.

## Население
| 2002 | 2010 | 2015 |
| ---- | ---- | ---- |
| 480  | ↘400 | ↗409 |

Гендерный состав
По данным Всероссийской переписи населения 2010 года в гендерной структуре населения мужчины составляли 50 %, женщины — соответственно также 50 %.
Национальный состав
Согласно результатам переписи 2002 года, в национальной структуре населения русские составляли 71 %.

## Инфраструктура
В посёлке функционируют основная общеобразовательная школа, фельдшерско-акушерский пункт (филиал БУЗОО «Исилькульская центральная районная больница»), дом культуры и отделение Почты России.

## Улицы
Уличная сеть посёлка состоит из семи улиц.